# Recycling Times Media Corporation
Recycling Times Media Corporation (en chino simplificado, 珠海再生时代文化传播有限公司; en chino tradicional, 珠海再生時代文化傳播有限公司; pinyin, Zhūhǎi Zàishēng Shídài Wénhuà Chuánbō Yǒuxiàn Gōngsī), es una empresa editorial, de medios y organizadora de eventos con sede en Zhuhai, en la provincia China de Cantón. La empresa también es conocida como Recycling Times.
Recycling Times publica dos revistas, emite un noticiero semanal y organiza dos ferias comerciales para la industria de los consumibles de impresión y de la imprenta digital.

## Feria Comercial
CIFEX-RemaxAsia Expo e iPrint (China) Expo son eventos comerciales para la industria de la impresión y la imprenta digital.CIFEX-RemaxAsia Expo, que fue celebrada por primera vez en 2007, se organiza anualmente en el China International Aviation & Aerospace Exhibition Center en Zhuhai, el mayor núcleo de fabricación de consumibles de impresión del mundo. iPrint (China) Expo es la primera feria de imprenta digital e impresión comercial de China.

## Revista
Recycling Times (la edición inglesa) y Zaisheng Shidai (la edición china) son las dos publicaciones de Recycling Times Media.

## Retransmisión
El noticiero semanal de seis minutos con todas las noticias del mundo de la impresión se llama inTouch TV News.